# Московское соглашение о прекращении огня и разъединении сил от 14 мая 1994 года
«Соглашение о прекращении огня и разъединении сил» от 14 мая 1994 года (груз. ცეცხლის შეწყვეტისა და ძალების დაშორიშორების ხელშეკრულება) — один из основополагающих документов, принятых в рамках международных усилий по урегулированию грузино-абхазского конфликта.
22-25 февраля 1994 года в Женеве, 7-9 марта 1994 года в Нью-Йорке и 29-31 марта в Москве состоялся третий раунд переговоров по полномасштабному урегулированию грузино-абхазского конфликта под эгидой ООН, при содействии России, с участием представителей Совещания по безопасности и сотрудничеству в Европе (СБСЕ) и Верховного комиссара ООН по делам беженцев (УВКБ). 4 апреля 1994 г. грузинской и абхазской сторонами в Москве было подписано «Заявление о мерах по политическому урегулированию грузино-абхазского конфликта».
14 мая 1994 года грузинская и абхазская стороны подписали в Москве выработанное в рамках женевских переговоров «Соглашение о прекращении огня и разъединении сил». Согласно Московскому соглашению, по обе стороны административной границы создавались 12-километровая зона безопасности, в которой допускалось только личное оружие сотрудников правоохранительных органов, и зона ограничения вооружений, в которой не должно было находиться тяжёлой боевой техники. На основании этого документа и последующего решения Совета глав государств СНГ, в зоне конфликта с июня 1994 года были размещены Коллективные силы СНГ по поддержанию мира (полностью укомплектованные российскими военнослужащими), в задачу которых входило поддержание режима невозобновления огня.

## Текст Соглашения
Соглашение о прекращении огня и разъединении сил, подписанное в Москве 14 мая 1994 года
[Подлинный текст на русском языке]

В Заявлении о мерах по политическому урегулированию грузино-абхазского конфликта, подписанном в Москве 4 апреля 1994 года, стороны обязались строго соблюдать официальное прекращение огня с указанной даты, а также вновь подтвердили своё обязательство отказаться от применения силы или угрозы её применения против друг друга, принятое ими в их коммюнике от 13 января 1994 года. Это обязательство остается в силе. Настоящее Соглашение о прекращении огня и разъединении сил официально закрепляет данное обязательство.
1. Стороны будут неукоснительно соблюдать прекращение огня на суше, море и в воздушном пространстве и будут воздерживаться от всех военных действий против друг друга.
2. Вооружённые силы сторон будут разъединены в соответствии со следующими принципами:
а) Район между линиями B и D на прилагаемой карте (см. добавление) будет зоной безопасности. В этой зоне не должно быть вооружённых сил и тяжелой боевой техники. Территория между линиями A и B и линиями D и E будет зоной ограничения вооружений. В ней не должно быть тяжелой боевой техники. В зоне безопасности и зоне ограничения вооружений действуют местные гражданские власти. Используемая для этой цели полиция/милиция может иметь личное оружие.
Тяжелая боевая техника включает в себя:
i) все артиллерийские орудия и миномёты калибра свыше 80 мм;
ii) все танки;
iii) все бронетранспортеры;
b) Миротворческие силы Содружества Независимых Государств и военные наблюдатели, учрежденные в соответствии с Протоколом к настоящему Соглашению, будут размещены в зоне безопасности с целью наблюдения за соблюдением настоящего Соглашения;
c) Выводимая из зоны безопасности и зоны ограничения вооружений тяжелая боевая техника будет храниться в обозначенных районах, которые будут определены сторонами, и находиться под наблюдением военных наблюдателей Организации Объединённых Наций;
d) Под контролем представителей миротворческих сил Содружества Независимых Государств и наблюдателей Организации Объединённых Наций, при участии представителей сторон из Кодорского ущелья будет осуществлен отвод войск Республики Грузия в места их дислокации за пределами Абхазии. Одновременно в Кодорском ущелье будет организовано регулярное патрулирование миротворческих сил и международных наблюдателей;
e) Будут расформированы и выведены все добровольческие формирования, состоящие из лиц, прибывших из-за пределов Абхазии;
f) Передвижение частей и подразделений миротворческих сил, а также международных наблюдателей вне зоны безопасности на соответствующих территориях будет согласовываться со сторонами;
g) Военные наблюдатели Организации Объединённых Наций будут также вести наблюдение за прибрежными водами и воздушным пространством между пунктами A и D;
h) В случае нападения или прямой военной угрозы миротворческим силам они принимают соответствующие меры безопасности и самозащиты.
3. Точная разметка линий на подробной карте и план разъединения сил на первом этапе размещения миротворческих сил будут разработаны командованием миротворческих сил с участием сторон в рамках поэтапного полномасштабного урегулирования, продолжения возвращения беженцев и перемещенных лиц и в соответствии с настоящим Соглашением в рабочей группе, которая начнет свою работу с этой целью в Москве в течение пяти дней с момента подписания настоящего Соглашения. Они выполнят эту задачу в течение пяти дней. Разъединение начнется спустя пять дней после выполнения рабочей группой своей задачи. Процесс разъединения будет завершен не позднее чем через десять дней с момента его начала.
4. Карты зоны безопасности и зоны ограничения вооружений содержатся в добавлении.
ПРОТОКОЛ. Протокол, касающийся миротворческих сил Содружества независимых Государств, гласит следующее:
Стороны договариваются о том, что:
Функция миротворческих сил Содружества Независимых Государств будет заключаться в том, чтобы приложить максимум усилия для поддержания прекращения огня и обеспечения его неукоснительного соблюдения. Кроме того, их присутствие должно содействовать безопасному возвращению беженцев и перемещенных лиц, прежде всего в Галский район. Они будут следить за осуществлением Соглашения и Протокола к нему в отношении зоны безопасности и зоны ограничения вооружений. При выполнении своей миссии они будут соблюдать местные законы и постановления и не будут создавать помех для деятельности местной гражданской администрации. Они будут пользоваться свободой передвижения в зоне безопасности и зоне ограничения вооружений и связи, а также другими льготами, которые необходимы для выполнения их миссии.
Миротворческие силы Содружества Независимых Государств будут действовать под командованием Временного Объединённого командования и Командующего миротворческими силами.
5. Процесс достижения полномасштабного политического урегулирования будет продолжен.
6. Стороны обращаются к Совету Безопасности Организации Объединённых Наций с просьбой расширить мандат военных наблюдателей ООН, с тем чтобы он предусматривал их участие в действиях, указанных выше.
7. Стороны на основе Заявления Совета глав государств — участников Содружества Независимых Государств от 15 февраля 1994 года обращаются к Совету с просьбой о принятии решения об использовании коллективных миротворческих сил в зоне грузино-абхазского конфликта.
за Грузинскую сторону
(Дж. ИОСЕЛИАНИ)
За Абхазскую сторону
(С. Джинджолия)

## История документа
26 августа 2008 года Россия признала Абхазию и Южную Осетию в качестве независимых государств.
28 августа парламент Грузии единогласно принял резолюцию, в которой Абхазия и Южная Осетия были названы территориями, оккупированными Российской Федерацией, а российские миротворцы — оккупационными силами.
29 августа Грузия разорвала дипломатические отношения с Россией и вышла из Московского соглашения о прекращении огня и разъединении сил 1994 года.